# Desire (kanadyjski zespół muzyczny)
Desire – kanadyjski zespół muzyczny założony w 2009 roku w Montrealu. W skład grupy wchodzą Megan Louise (wokal), Johnny Jewel (producent) oraz Nat Walker (perkusja i syntezator). Debiutancki album, II, został wydany 30 czerwca 2009 przez wytwórnię Italians Do It Better. Pochodzący z tej płyty utwór "Under Your Spell" został wykorzystany w ścieżce dźwiękowej do filmów Drive (2011) oraz Oslo, 31 sierpnia (2011). Zespół tworzy piosenki w języku angielskim i francuskim. 

## Dyskografia
Albumy studyjne
- II (2009)

1. "Montre Moi Ton Visage" - 2:36
2. "Mirroir Mirroir" - 5:19
3. "Don't Call" - 4:36
4. "Dans Mes Reves" - 5:23
5. "Under Your Spell" - 4:56
6. "Colorless Sky" - 3:57
7. "If I Can't Hold You" - 7:19
8. "Part II" - 7:11

Single
- "If I Can't Hold You" (2009)[5]
- "Under Your Spell" (2009)
- "Tears from Heaven" (2018)